# Bisdom Helena
Het bisdom Helena (Latijn: Dioecesis Helenensis) is een rooms-katholiek bisdom met als zetel Helena, in de Amerikaanse staat Montana. Het bisdom is suffragaan aan het aartsbisdom Portland in Oregon. 

## Geschiedenis
Het bisdom werd opgericht op 5 maart 1883, als het apostolisch vicariaat Montana, uit delen van de apostolisch vicariaten Idaho and Montana en Nebraska. Op 7 maart 1884 werd het verheven tot bisdom met de naam bisdom Helena. Op 19 mei 1904 verloor het gebied bij de oprichting van het bisdom Great Falls. 

## Parochies
Het bisdom had in 2021 een oppervlakte van 134.478 km2 en telde 634.591 inwoners waarvan 7,2% rooms-katholiek was.

## Bisschoppen
- Jean-Baptiste Brondel (apostolisch vicaris: 17 april 1883, bisschop: 7 maart 1884 - 3 november 1903)
- John Patrick Carroll (12 september 1904 - 4 november 1925)
- George Joseph Finnigan (20 mei 1927 - 14 augustus 1932)
- Ralph Leo Hayes (23 juni 1933 - 26 oktober 1935)
- Joseph Michael Gilmore (16 december 1935 - 2 april 1962)
- Raymond Gerhardt Hunthausen (8 juli 1962 - 13 februari 1975)
- Elden Francis Curtiss (4 maart 1976 - 4 mei 1993)
- Alexander Joseph Brunett (19 april 1994 - 28 oktober 1997)
- Robert Charles Morlino (6 juli 1999 - 23 May 2003)
- George Leo Thomas (23 Mar 2004 - 28 Feb 2018)
- Austin Anthony Vetter (8 oktober 2019 - heden)

## Galerij van afbeeldingen

Wapen van het bisdom
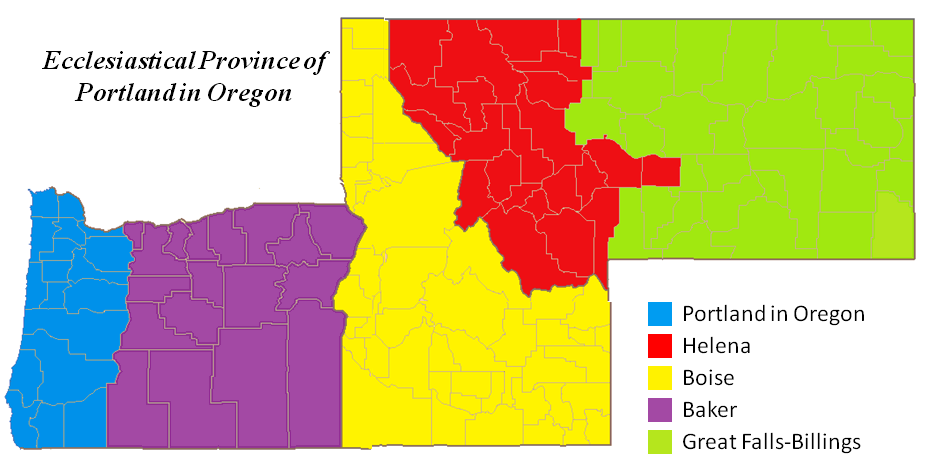
Kerkprovincie met aartsbisdom en suffragane bisdommen
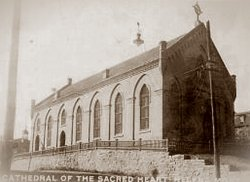
Cathedral of the Sacred Hearts of Jesus and Mary in Helena, de eerste kathedraal

Portland in Oregon (aartsbisdom) · Baker · Boise · Great Falls-Billings · Helena